# San Giovanni Teatino
San Giovanni Teatino es una localidad de unos 10.527 habitantes en la provincia de Chieti.
Tiene especial importancia el barrio de Sambuceto, que es sede de las mayores industrias y centros comerciales de Val Pescara.

## Evolución demográfica
| Gráfica de evolución demográfica de San Giovanni Teatino entre 1861 y 2001 |
|                                                                            |
| Fuente ISTAT - elaboración gráfica de Wikipedia                            |

- Datos: Q51285
- Multimedia: San Giovanni Teatino / Q51285

1. ↑  Worldpostalcodes.org, código postal n.º 66020.
2. ↑  «Codici Catastali». Comuni-italiani.it (en italiano). Consultado el 29 de abril de 2017.